# De svarta listornas folk
De svarta listornas folk är ett musikalbum av musikgruppen Knutna nävar som gavs ut 1973. De två första låtarna är tonsatta dikter av Arthur Magnusson.

## Låtlista
1. Svarta listornas folk
2. Hundra procent
3. Till minnet av en avskedad kamrat
4. Greppet hårdnar
5. Strejken på Arendal
6. Hör maskineras sång
7. I alla länder
8. Ho Chi Minh
9. Ut till fronten
10. Sången om Stalin
11. En arbetarkvinnas sång
12. Arbetarbröder